# La Fortune-Pluck
La Fortune-Pluck es una localidad de Trinidad y Tobago, que forma parte de la región de Siparia.

## Geografía
La localidad abarca parte de la isla Trinidad y limita al norte con La Fortune (localidad perteneciente a la región de Penal-Debe), al sur con Thick Village, al este con Tulsa Village y San Francique y al oeste con San Francique.

## Demografía
Datos demográficos de la localidad de La Fortune-Pluck:
| Gráfica de evolución demográfica de La Fortune-Pluck entre 2000 y 2011 |
|                                                                        |